# Lumidee
Lumidee Cedeño, född 1984 i East Harlem, New York, USA, är en amerikansk R&B sångare.
2006 släppte hon hit-singeln Dance tillsammans med Fatman Scoop. Låten är en version på Whitney Houstons låt I Wanna Dance With Somebody.

## Diskografi

### Album
- 2003: Almost Famous
- 2007: Unexpected

### Singlar
- 2003: "Never Leave You (Uh Oooh, Uh Oooh)"
- 2003: "Crashin' A Party" (featuring N.O.R.E.)
- 2005: "Sientelo" (Speedy feat. Lumidee)
- 2006: "Dance!" (Goleo VI presents Lumidee feat. Fatman Scoop)
- 2006: "Maz Maiz" (N.O.R.E. feat Lumidee, Fat Joe, Lil Rob, Chingo Bling, Big Mato, Nina Sky, Negra of LDA)
- 2006: "She's Like The Wind" (featuring Tony Sunshine)
- 2007: "Crazy" (featuring Pitbull)
- 2007: "Could Be Anything"